# Whitstable
Whitstable – miasto w południowej Anglii, w hrabstwie Kent, nad Morzem Północnym, 9,5 km na północ od Canterbury.
W 2016 miejscowość liczyła 33 398 mieszkańców. Whitstable jest wspomniana w Domesday Book (1086) jako Nortone
Whitstable jest miejscem akcji brytyjskiego serialu Detektyw z wybrzeża (ang. Whitstable Pearl).

## Miasta partnerskie
- Dainville
- Borken
- Říčany
- Albertslund
- Mölndal